# Skullmonkeys
Skullmonkeys é jogo que tem como continuação do seu antecessor, The Neverhood. O jogo foi criado por Doug TenNapel. Ao invés de ser um jogo de aventura em primeira pessoa para PC como o seu antecessor, é um jogo para a plataforma PlayStation.

## Enredo
Klogg foi banido de Neverhood no jogo anterior, sendo que acabou caindo no planeta Idznak, do qual os habitantes são criaturas conhecidas como Skullmonkeys, que são na verdade primatas normais, só que com crânios ao invés de cabeças normais. Após Klogg cair, ele arranca toda a aparência física do skullmonkey para ficar parecido com um e se tornar líder. Klogg convenceu os skullmonkeys a construirem uma máquina devastadora para destruir Neverhood. Um skullmonkey inteligente chamado de "Jerry-O" manda uma máquina para trazer Klaymen, para que ele impeça a destruição da sua terra natal. No jogo, você controla Klaymen, um habitante de Neverhood que foi para o planeta Idznak com um auxílio de uma engenhoca para evitar a destruição de Neverhood.
Ao longo de cada um dos níveis, você pode coletar bolas de argila para ganhar pontos e uma vida extra. Vários chefes estão ao dispor de serem derrotados durante o jogo. O jogo foi conhecido por ser difícil para se completar, principalmente a característica de descobrir senhas.

## Recepção
O jogo foi bastante elogiado por seus gráficos, músicas, sons e humor. Muitos sites de jogos deram uma bota nota e aceitaram o jogo, mesmo ele sendo de alta dificuldade. Alguns outros críticos de videogames compararam o jogo favoravelmente a outros de plataforma que fizeram sucesso, tais como Earthworm Jim.